# لو (كيبك)
لو (بالإنجليزية: Low, Quebec)‏ هي بلدية محلية في كيبيك تقع في كندا في La Vallée-de-la-Gatineau Regional County Municipality. يقدر عدد سكانها بـ 920 نسمة ومساحتها 277.60 كم2 .